# میستری (گروه موسیقی)
میستری (به انگلیسی: Mystery) (اغلب به عنوان MYSTERY تلقی می‌شود) یک گروه راک کانادایی است که در سال ۱۹۸۶ توسط موزیسین، میشل سنت پر تشکیل شد. گروه اولین EP خود را در سال ۱۹۹۲ با ریموند و گری ساووی به عنوان خواننده اصلی منتشر کرد و پس از آن اولین آلبوم آنها تئاتر ذهن در سال ۱۹۹۶ و سپس سرنوشت؟ در سال ۱۹۹۸، هر دو با گری در خواننده اصلی.
در سال ۲۰۰۷ گروه سومین آلبوم خود را تحت عنوان زیر حجاب چهره زمستانی با خواننده بنویت دیوید منتشر کرد، او دو آلبوم استودیویی دیگر را با گروه ضبط کرد: یکی در میان زندگان در سال ۲۰۱۰ و جهان یک بازی است در سال ۲۰۱۲. در سال ۲۰۱۵، گروه ششمین آلبوم خود را منتشر کرد و اولین بار با خواننده فعلی Delusion Rain جان پیجئو، به دنبال آن «دروغ‌ها و پروانه‌ها» در سال ۲۰۱۸ و «رستگاری» در ۱۵ مه ۲۰۲۳ منتشر شد. ترکیب فعلی میستری میشل سنت پر، فرانسوا فورنیه نوازنده بیس، سیلوین موینیو گیتاریست، ژان سباستین گویت درامر، ژان پیژو خواننده و آنتوان میشاود نوازنده کیبورد است.

## دیسکوگرافی
آلبوم‌های استودیویی
- Theatre of the Mind (1996)
- Destiny? (1998)
- Beneath the Veil of Winter's Face (2007)
- One Among the Living (2010)
- The World is a Game (2012)
- Delusion Rain (2015)
- Lies and Butterflies (2018)
- Redemption (2023)

آلبوم‌های زنده
- Tales from the Netherlands (2014)
- Second Home (2017)
- Live in Poznan (2019)
- Caught in the Whirlwind of Time (2020)